# Slowaakse supercup
De strijd om de Slowaakse Supercup (Slowaaks: Slovenský Superpohár) is een voetbalwedstrijd tussen de kampioen van de Corgoň Liga en de nationale bekerwinnaar (Slovenský Pohár). Het duel wordt gespeeld sinds 1993, het jaar na de vreedzame ontmanteling van Tsjechoslowakije. Zodra een club de "dubbel" heeft gewonnen, wordt de jaarlijkse wedstrijd niet gespeeld. In het eerste jaar werd een officieuze wedstrijd gespeeld tussen Slovan Bratislava en een afvaardiging van het Slowaaks voetbalelftal.

## Winnaars
| Jaar             | Locatie       | Winnaar Corgoň Liga | Score          | Winnaar Slovenský Pohár   |
| ---------------- | ------------- | ------------------- | -------------- | ------------------------- |
| 1993 (officieus) | Nitra         | Slovan Bratislava   | 3 – 3 (3–2 pk) | Slowakije                 |
| 1994             | Humenné       | Slovan Bratislava   | 2 – 0          | Tatran Prešov (runner-up) |
| 1995             | Ružomberok    | Slovan Bratislava   | 2 – 3          | Inter Bratislava          |
| 1996             | Nitra         | Slovan Bratislava   | 3 – 1          | Chemlon Humenné           |
| 1997             | Nitra         | 1. FC Košice        | 5 – 0          | Slovan Bratislava         |
| 1998             | Nitra         | 1. FC Košice        | 1 – 3          | Spartak Trnava            |
| 1999             | –             | Slovan Bratislava   | —              | Slovan Bratislava         |
| 2000             | –             | Inter Bratislava    | —              | Inter Bratislava          |
| 2001             | –             | Inter Bratislava    | —              | Inter Bratislava          |
| 2002             | Zlaté Moravce | MŠK Žilina          | 1 – 1 (3–4 pk) | VTJ Koba Senec            |
| 2003             | Zlaté Moravce | MŠK Žilina          | 2 – 0          | Matador Púchov            |
| 2004             | Senec         | MŠK Žilina          | 2 – 1          | Artmedia Petržalka        |
| 2005             | Senec         | Artmedia Petržalka  | 3 – 1          | Dukla Banská Bystrica     |
| 2006             | –             | MFK Ružomberok      | —              | MFK Ružomberok            |
| 2007             | Senec         | MŠK Žilina          | 1 – 1 (5–4 pk) | ViOn Zlaté Moravce        |
| 2008             | –             | Artmedia Petržalka  | —              | Artmedia Petržalka        |
| 2009             | Dolný Kubín   | Slovan Bratislava   | 2 – 0          | MFK Košice                |
| 2010             | Bratislava    | MŠK Žilina          | 1 – 1 (4–2 pk) | Slovan Bratislava         |
| 2011             | Niet gespeeld | Slovan Bratislava   | —              | Slovan Bratislava         |
| 2012             | Niet gespeeld | MŠK Žilina          | —              | MŠK Žilina                |
| 2013             | Niet gespeeld | Slovan Bratislava   | —              | Slovan Bratislava         |
| 2014             | Bratislava    | Slovan Bratislava   | 1 – 0          | MFK Košice                |
| 2015             | Niet gespeeld | AS Trenčín          | —              | AS Trenčín                |
| 2016             | Niet gespeeld | AS Trenčín          | —              | AS Trenčín                |

Fortuna liga · 2. liga · 3. liga · Lagere voetbaldivisies · Slovenský pohár · Slovenský superpohár · Česko-slovenský Superpohár · SFZ · Nationaal voetbalelftal